# 현대 인증중고차
현대 인증중고차는 2023년 10월 24일에 정식으로 판매를 시작했으며, 자사 브랜드 차량 중 연식 5년, 주행 거리 10만km 이내의 차량을 대상으로 인증중고차 서비스를 운영한다. 인증중고차는 국내 최다 수준인 현대자동차 272개 항목, 제네시스 287개에 걸친 정밀진단, 품질 개선, 검사 등의 상품화 과정을 거쳐 품질 인증을 받고 판매된다.
중고차로 올라온 매물 차량은 전용 웹사이트 및 모바일 앱 ‘현대/제네시스 인증중고차’에서 상품 검색, 비교, 견적, 계약, 결제, 배송 등 내 차 사기 전과정을 원스톱으로 진행할 수 있으며, 최종 구입한 차량은 고객이 원하는 장소로 배송된다. 차량의 상태는 가격, 운행 기간, 주행거리, 타이어 마모도, 차량 하부 사진, 엔진 소리, 차량의 냄새 수치, 운전석 시트 정밀 사진 등 생각보다 굉장히 상세하게 등록되어 있다.
현대자동차그룹의 같은 계열사인 기아의 자동차도 동일한 서비스를 운영하고 있다.

## 같이 보기
현대자동차
제네시스
기아
현대자동차그룹